# Bufoides meghalayanus
A Bufoides meghalayanus a kétéltűek (Amphibia) osztályába, a békák (Anura) rendjébe és a varangyfélék (Bufonidae) családba tartozó Bufoides nem monotipikus faja. Nevét előfordulási helyéről, India Meghálaja államáról kapta.

## Elterjedése
A faj Északkelet-Indiában honos, 1100–1200 méteres tengerszint feletti magasságban. Természetes élőhelye a jobbára Pandanus furcatus fenyőkkel borított hegyvidéki erdők.

## Természetvédelmi helyzete
A fajra nézve a kicsiny elterjedési területe közelében folyó jelentős kőbányászat jelent veszélyt.